# ФК Шибеник
ХНК Шибеник је фудбалски клуб из Шибеника у Хрватској, који игра у Првој лиги Хрватске (1. ХНЛ).

## Историја
Клуб је основан 1932. године под именом НК Шибеник. Од оснивања клуба па до распада бивше државе није имао већих успеха. Године 1992. променио је име у ХНК Шибеник и такмичио се у Првој лиги Хрватске до сезоне 2002/03, када испада у Другу лигу. Тек 2006. године се вратио у Прву лигу али уз доста среће, јер као првак Друге лиге - Југ нису играли додатне квалификације с прваком Друге лиге - Север, јер противнички клуб није добио лиценцу за Прву лигу.

## Стадион
Шибеник своје утакмице као домаћин игра на игралишту Шубићевац, које се налази у истоименом делу града и има капацитет за 3 412 гледалаца.

## Успеси клуба
- Куп Хрватске
  - Финалиста (2) : 2009/10, 2022/23.

## Шибеник на вечној табела клубова Прве лиге од 1992. до 2008.
| Плас. | Тим     | Број сезона | ИГ  | Д   | Н   | ИЗ  | ГД  | ГП  | ГР   | Бод |
| ----- | ------- | ----------- | --- | --- | --- | --- | --- | --- | ---- | --- |
| 8.    | Шибеник | 14          | 439 | 135 | 109 | 195 | 508 | 630 | -122 | 514 |